# Vendita per corrispondenza

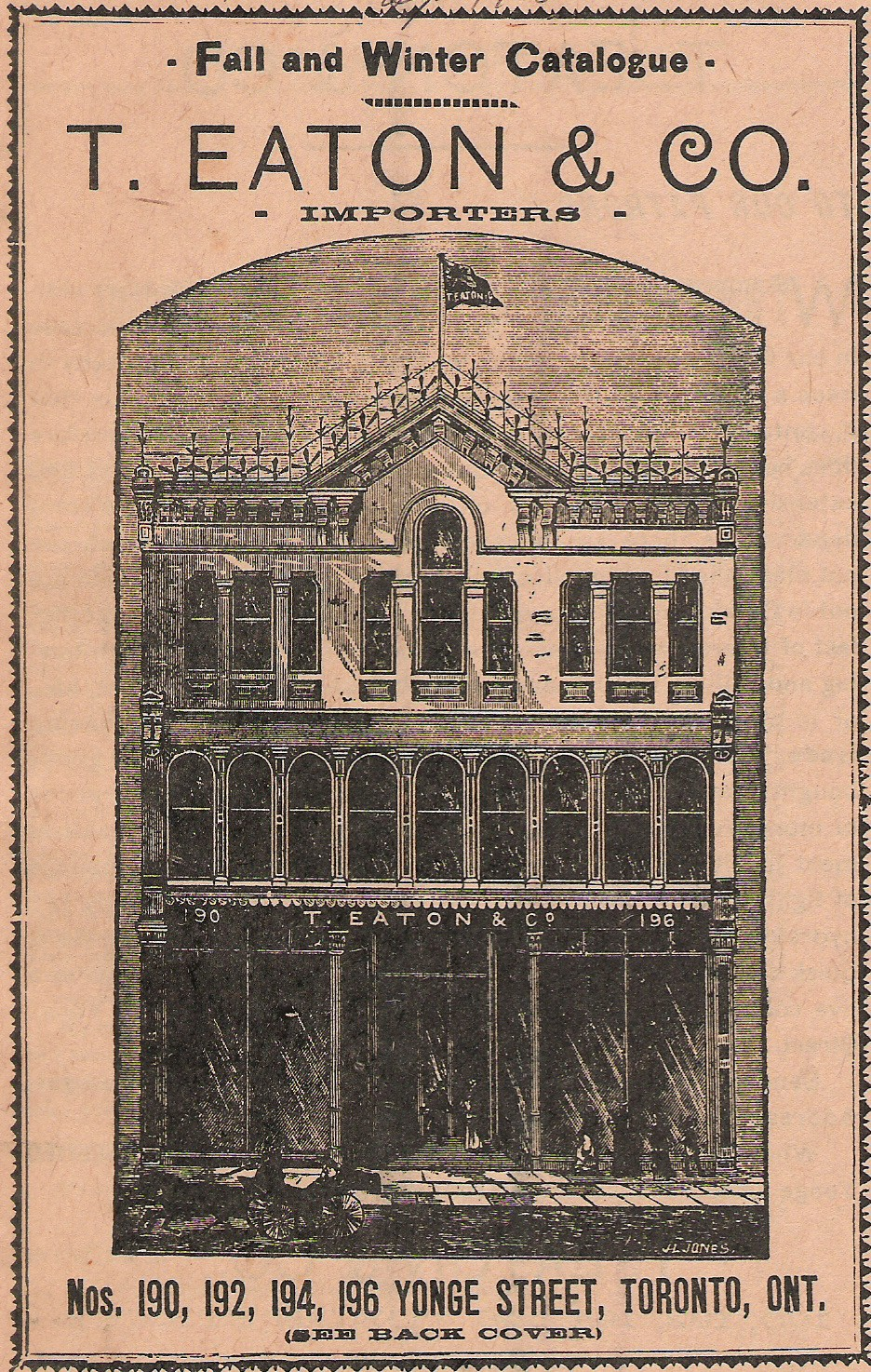
La copertina del catalogo Eaton's del 1884. Il catalogo è stato pubblicato fino al 1976

La vendita per corrispondenza o vendita a distanza è una tipologia di vendita in cui la transazione (l'ordine e il pagamento) avviene a distanza, senza l'incontro tra chi compra e chi vende.
La vendita può essere fatta comunicando con il venditore a distanza (televendita) o tramite un catalogo.
La vendita a distanza su catalogo nasce nel 1872 negli Stati Uniti d'America da un'idea di Aaron Montgomery Ward, uomo d'affari e commerciante, per ovviare alle difficoltà di approvvigionamento di merci dovuta sia alle grandi distanze di quel Paese, sia alle carenze del sistema distributivo stesso, che si concretava spesso in un unico emporio al centro di una zona molto vasta della campagna rurale con una scelta limitata di prodotti a un prezzo non concorrenziale. A vantaggio della intuizione di Ward giocarono lo sviluppo della rete ferroviaria e del servizio postale e l'evoluzione delle tecniche di stampa.
Il primo catalogo di Montgomery Ward vantava un assortimento di 163 articoli. Nel volgere di pochi anni il catalogo di vendita a distanza crebbe in dimensioni e popolarità, tanto da essere definito “libro dei desideri”. Nell'America contadina e rurale della fine del XIX secolo e inizi del XX il catalogo ha costituito, insieme alla Bibbia, l'unico libro stampato nelle case degli statunitensi, traguardo e origine di bisogni al tempo stesso.
Negli anni l'idea di Ward fu spesso replicata da altri commercianti fra i quali Richard Warren Sears che nel 1896 pubblicò il suo primo catalogo despecializzato (al 1893 risale un catalogo di soli orologi), dando inizio ad una vicenda, non solo economica, che arriva ai nostri giorni. Più o meno nello stesso periodo (1885) in Francia Mimard e Blanchon acquistando la “Manifacture Francaise d'Armes et de Tir” gettano le fondamenta di quello che diventerà il famosissimo catalogo Manufrance.
Per quanto riguarda l'Italia, intorno agli anni 1880, Ferdinando Bocconi, fondatore dei grandi magazzini Alle città d'Italia, che poi diventeranno La Rinascente, iniziò ad avvalersi anche della vendita per corrispondenza, attraverso cataloghi stagionali (gli "Album delle Novità"). A partire dai primi anni 60, iniziarono ad operare Postalmarket e Vestro, che ottennero buoni risultati di vendite per tutti gli anni 70 e 80, finché entrambe - per alterne vicende - chiusero l'attività negli anni 90. Altre aziende hanno tentato di entrare nel mercato nei primi anni 2000 soppiantate però dallo sviluppo del commercio elettronico.

## Storia

### I primi cataloghi
Nel 1498 l'editore Aldo Manuzio di Venezia stampò un catalogo dei libri che stava producendo. Nel 1667, il giardiniere inglese William Lucas pubblicò un catalogo di semi, che inviò ai suoi clienti per informarli dei suoi prezzi. I cataloghi si diffusero nell'America britannica, dove si ritiene che Benjamin Franklin sia stato il primo catalogatore. Nel 1744 ha prodotto un catalogo di libri scientifici e accademici. Nel 1833, Antonio Fattorini aprì a Bradford un club di orologi per corrispondenza, che alla fine si sarebbe trasformato in Empire Stores.

### Primo ordine per corrispondenza
Pryce-Jones poteva solo sognare l'impatto che la sua visione imprenditoriale avrebbe avuto sul mondo quando vendeva flanella gallese alla regina Vittoria e Florence Nightingale alla fine del 1800. Jones è accreditato come il pioniere di un'industria globale della vendita per corrispondenza che ora vale circa 75 miliardi di sterline. Dimenticate Internet e i fattorini, Pryce-Jones usava l'autostrada del giorno: la ferrovia e la posta

—"Il pioniere della vendita per corrispondenza che ha avviato un'industria da un miliardo di sterline", BBC News, dicembre 2020..
L'imprenditore gallese Pryce Pryce-Jones fondò la prima società di vendita per corrispondenza nel 1861. Iniziando come apprendista presso un commerciante locale a Newtown, nel Galles, rilevò l'attività nel 1856 e la ribattezzò è il Royal Welsh Warehouse, che vende flanella gallese locale.
L'istituzione dell'Uniform Penny Post nel 1840 e l'estensione della rete ferroviaria aiutarono Pryce-Jones a trasformare la sua piccola impresa rurale in un'azienda di fama mondiale. I clienti sono stati in grado di ordinare per posta per la prima volta, questo in seguito alla creazione del moderno servizio postale e all'invenzione del francobollo (Penny Black) dove c'era un addebito di un centesimo per il trasporto e la consegna tra due qualsiasi luoghi nel Regno Unito indipendentemente dalla distanza e le merci sono state consegnate in tutto il Regno Unito tramite il sistema ferroviario di nuova creazione.
Nel 1861, Pryce-Jones scoprì un metodo unico per vendere le sue merci. Ha distribuito cataloghi delle sue merci in tutto il paese, consentendo alle persone di scegliere gli articoli che desideravano e ordinarli per posta; avrebbe quindi spedito la merce al cliente tramite le ferrovie, promettendo la consegna il giorno successivo. Era un modo ideale per soddisfare le esigenze dei clienti in zone rurali isolate che erano troppo occupati o impossibilitati a entrare a Newtown per fare acquisti direttamente. Questa è stata la prima attività di vendita per corrispondenza al mondo, un'idea che avrebbe cambiato la natura della vendita al dettaglio nel secolo a venire.
L'ulteriore espansione delle ferrovie negli anni che seguirono permise a Pryce Jones di espandere notevolmente la sua base di clienti e la sua attività crebbe rapidamente. Ha fornito i suoi prodotti a un'impressionante varietà di clienti famosi, tra cui Florence Nightingale e la regina Vittoria, la principessa del Galles e le famiglie reali di tutta Europa. Iniziò anche ad esportare tendaggi negli Stati Uniti e nelle colonie britanniche, accumulando 200.000 clienti in tutto il Regno Unito e nel mondo.
Uno dei suoi prodotti più popolari fu l'Euklisia Rug, il precursore del moderno sacco a pelo, che Pryce-Jones esportò in tutto il mondo, ottenendo a un certo punto un contratto con l'esercito russo per 60.000 tappeti. Nel 1880, aveva più di 100.000 clienti solo nel Regno Unito e il suo successo fu premiato nel 1887 con un cavalierato.

### In Nord America
Nel 1845, il libro blu di Tiffany fu il primo catalogo di vendita per corrispondenza negli Stati Uniti.
Nel 1872, Aaron Montgomery Ward di Chicago ha prodotto un catalogo di vendita per corrispondenza per la sua attività di Montgomery Ward. Acquistando beni e poi rivendendoli direttamente ai clienti, Aaron Montgomery Ward rimuoveva di conseguenza gli intermediari presso l'emporio e a vantaggio del cliente, abbassando drasticamente i prezzi.
Il suo primo catalogo era un unico foglio di carta con un listino prezzi, 8 x 12 pollici, che mostrava la merce in vendita e le istruzioni per l'ordine. Montgomery Ward ha identificato un mercato di agricoltori diffidenti mercantili nel Midwest. Nel giro di due decenni, il suo elenco di prodotti di una sola pagina è cresciuto fino a diventare un libro illustrato di 540 pagine che ha venduto oltre 20.000 articoli.
Dal 1921 al 1931 circa, Ward vendette case prefabbricate in kit, chiamate Wardway Homes, per corrispondenza.
Hammacher Schlemmer è la prima attività di vendita per corrispondenza ancora sopravvissuta, fondata da Alfred Hammacher a New York City nel 1848. Offrendo strumenti da meccanico e ferramenta per costruttori, il suo primo catalogo fu pubblicato nel 1881.
T. Eaton Co. Limited è stata fondata nel 1869 a Toronto da Timothy Eaton, un immigrato irlandese. Il primo catalogo di Eaton era un opuscolo di 34 pagine pubblicato nel 1884. Con la crescita di Eaton, aumentò anche il catalogo. Nel 1920, i magazzini di vendita per corrispondenza di Eaton operavano a Winnipeg, Toronto e Moncton per servire i clienti del catalogo. Furono inoltre istituiti uffici per l'ordine dei cataloghi in tutto il paese, con la prima apertura a Oakville nel 1916.

#### Sears
Richard Warren Sears ha avviato un'attività di vendita di orologi tramite cataloghi di vendita per corrispondenza a Redwood Falls, Minnesota, nel 1888. Nel 1894, il catalogo Sears era cresciuto fino a 322 pagine, con macchine da cucire, biciclette, articoli sportivi, automobili (prodotte dal 1905 al 1915 da Lincoln Motor Car Works di Chicago, non correlato all'attuale marchio Ford Motor Company con lo stesso nome) e una miriade di altri nuovi articoli.
Organizzando l'azienda in modo che potesse gestire gli ordini in modo economico ed efficiente, il produttore di abbigliamento di Chicago Julius Rosenwald ne divenne comproprietario nel 1895. Entro l'anno successivo, bambole, frigoriferi, stufe e generi alimentari erano stati aggiunti al catalogo. Sears (ufficialmente Sears, Roebuck & Company) sviluppò presto una reputazione per i prodotti di alta qualità e la soddisfazione del cliente. Nel 1895, l'azienda stava producendo un catalogo di 532 pagine con la più grande varietà di articoli che chiunque all'epoca avrebbe potuto immaginare. "Nel 1893 le vendite superarono i 400.000 dollari. Due anni dopo superarono i 750.000 dollari".
Nel 1906 Sears aprì il suo stabilimento di catalogo e la Sears Merchandise Building Tower. E a quel tempo, il catalogo Sears era diventato noto nel settore come "la Bibbia dei consumatori". Nel 1933, Sears, Roebuck and Co. produsse il primo dei suoi famosi cataloghi di Natale noto come "Sears Wishbook", un catalogo con giocattoli e regali separato dal catalogo annuale di Natale.
Dal 1908 al 1940, Sears vendette anche case in kit per corrispondenza, vendendo da 70.000 a 75.000 case di questo tipo, molte delle quali sono ancora abitate in epoca moderna.

### Creazione di un'industria
Creando un settore del marketing diretto attraverso il catalogo degli ordini per corrispondenza, Pryce Pryce-Jones e Aaron Montgomery Ward hanno consentito la creazione di una potente rete globale che è arrivata a includere qualsiasi cosa, dagli ordini per corrispondenza, al telemarketing e ai social media. La vendita per corrispondenza ha cambiato il mercato mondiale introducendo il concetto di privacy e individualità nel settore della vendita al dettaglio. Nel 2009 l'industria dei cataloghi per corrispondenza valeva circa 100 miliardi di dollari e generava oltre 2 trilioni di vendite incrementali.

#### Moore
Sir John Moores era un uomo d'affari e filantropo britannico famoso soprattutto per aver fondato la società di vendita al dettaglio Littlewoods che si trovava a Liverpool, in Inghilterra. Moores è diventato milionario grazie alla creazione del Littlewood Pool, uno dei nomi più noti nel gioco d'azzardo sportivo in Inghilterra.

Nel gennaio 1932, Moores riuscì a svincolarsi sufficientemente dalle piscine per avviare il Littlewoods Mail Order Store. Questo fu seguito il 6 luglio 1937 dall'apertura del primo grande magazzino Littlewoods a Blackpool. All'inizio della seconda guerra mondiale c'erano 25 negozi Littlewoods in tutto il Regno Unito e oltre 50 nel 1952.
Il primo catalogo Littlewoods fu pubblicato nel maggio 1932 con 168 pagine. Il motto del catalogo era: "Issiamo la nostra bandiera nel porto di approvvigionamento e subito navighiamo verso i Ports of Demand, le case del popolo. Intendiamo aiutare la gente semplice di questo paese ad aiutarli a ottenere alcuni dei profitti realizzati dalla produzione e dal commercio... per risparmiare denaro sulle cose che devono avere. Questo catalogo è la nostra nave... con personale composto da un equipaggio tutto britannico... Non troverai merci sonnolente e antiquate trasportate nella nave LITTLEWOODS. Solo la più recente delle nuove merci: merce onesta, di fabbricazione britannica". 
Con il successo dell'attività di catalogo, Moores trasferì la sua attività quattro volte in edifici più grandi nel 1932. Moores salpò per l'America per esaminare le operazioni di Montgomery Ward e Sears e Roebuck. Nel 1936, l'attività aveva raggiunto la soglia dei 4 milioni di sterline, rendendo Moores milionario una seconda volta, per corrispondenza.

#### Penney
James Cash Penney aprì il suo primo negozio al dettaglio nel 1902 a Kemmerer, nel Wyoming. Nel 1925, JC Penney aveva 674 negozi che generavano vendite per 91 milioni di dollari. Nel 1962 JC Penney acquistò la General Merchandise Company con sede nel Wisconsin con discount e un'operazione di vendita per corrispondenza. Così JC Penney entrò nel business dei cataloghi per corrispondenza. JC Penney, un ritardatario nelle operazioni di catalogo, era diverso da molti dei suoi concorrenti perché aveva una vasta base di negozi al dettaglio prima di lanciarsi nel business della vendita per corrispondenza. Il primo catalogo JC Penney fu spedito l'anno successivo nel 1963. I clienti potevano ordinare dal catalogo all'interno dei negozi JC Penney in otto stati. Il centro di distribuzione del catalogo JC Penney si trovava a Milwaukee.

#### Cataloghi attraverso i secoli

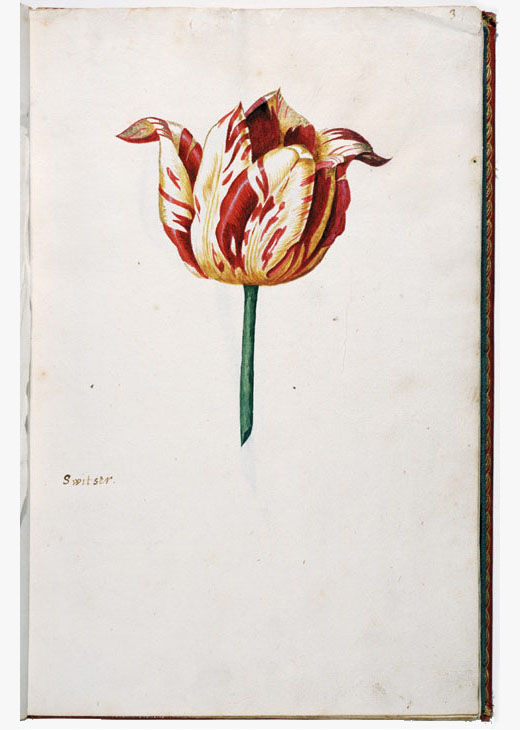
Pagina dipinta a mano da un catalogo di tulipani, 1630
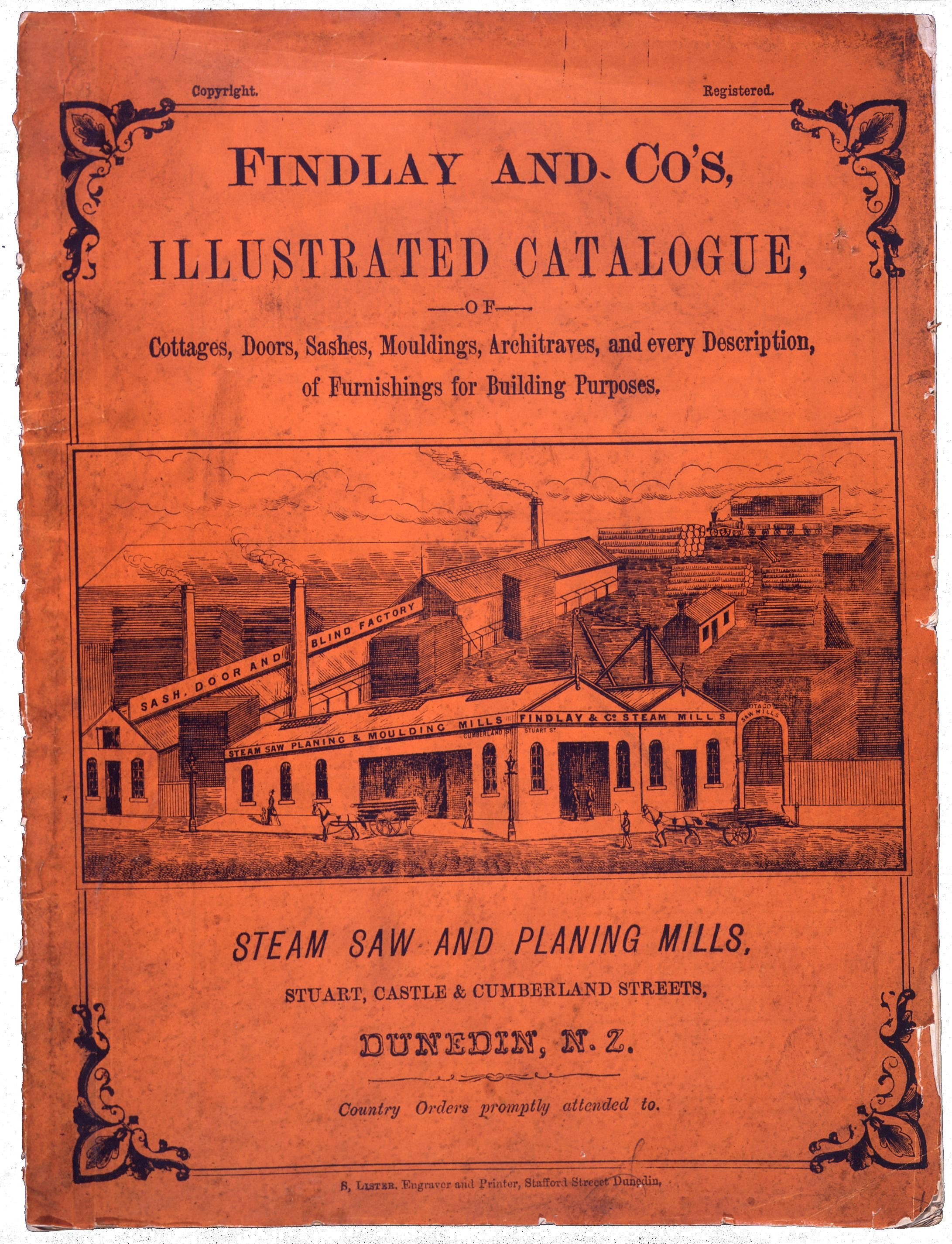
Copertina di Findlay and Co del loro catalogo Illustrated Catalogue of Cottages, Doors, Sashes, Mouldings, Architraves, and Every Description of Furnishings for Building Purposes, 1874
- Catalogo illustrato degli organi da cottage (1875), J. Estey & Company (Brattleboro, Vermont)
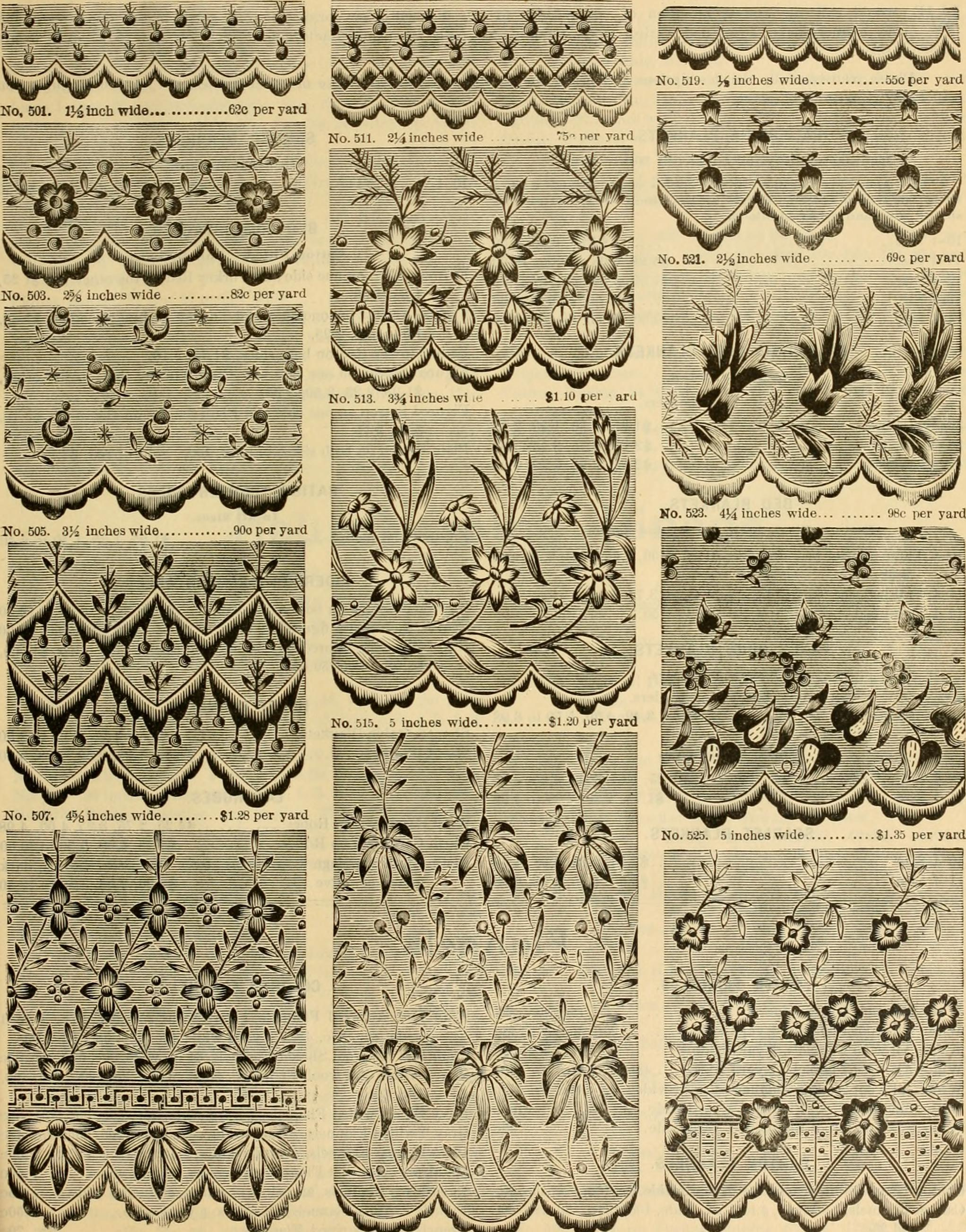
Fashion Catalogue, H. O'Neill and Co., 1890
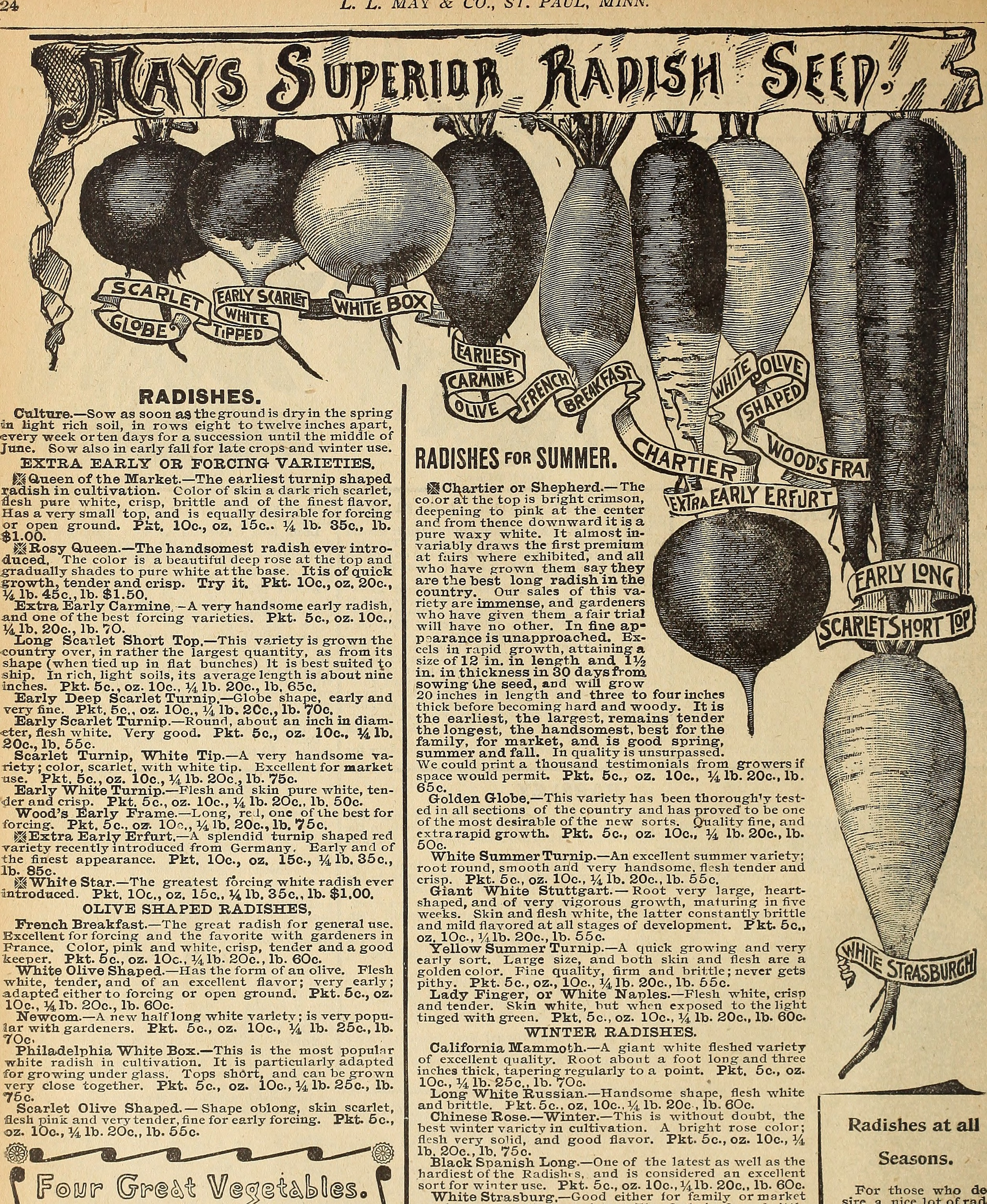
Pagina dal Catalogue of Seeds, Plants, Bulbs and Fruits, 1894
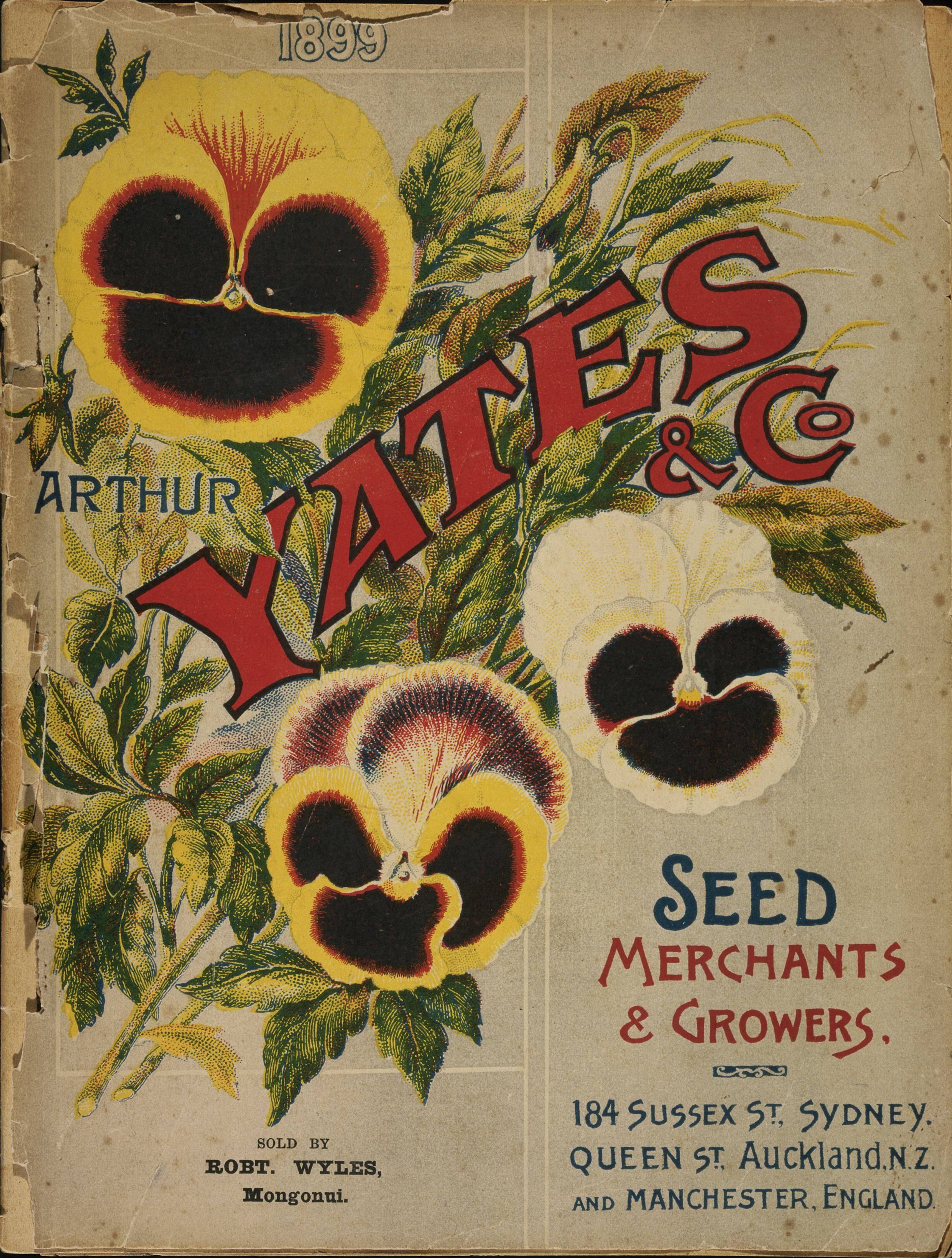
Copertina di Arthur Yates and Co.'s Nursery and Seed Catalogue,  Auckland, NZ, 1899
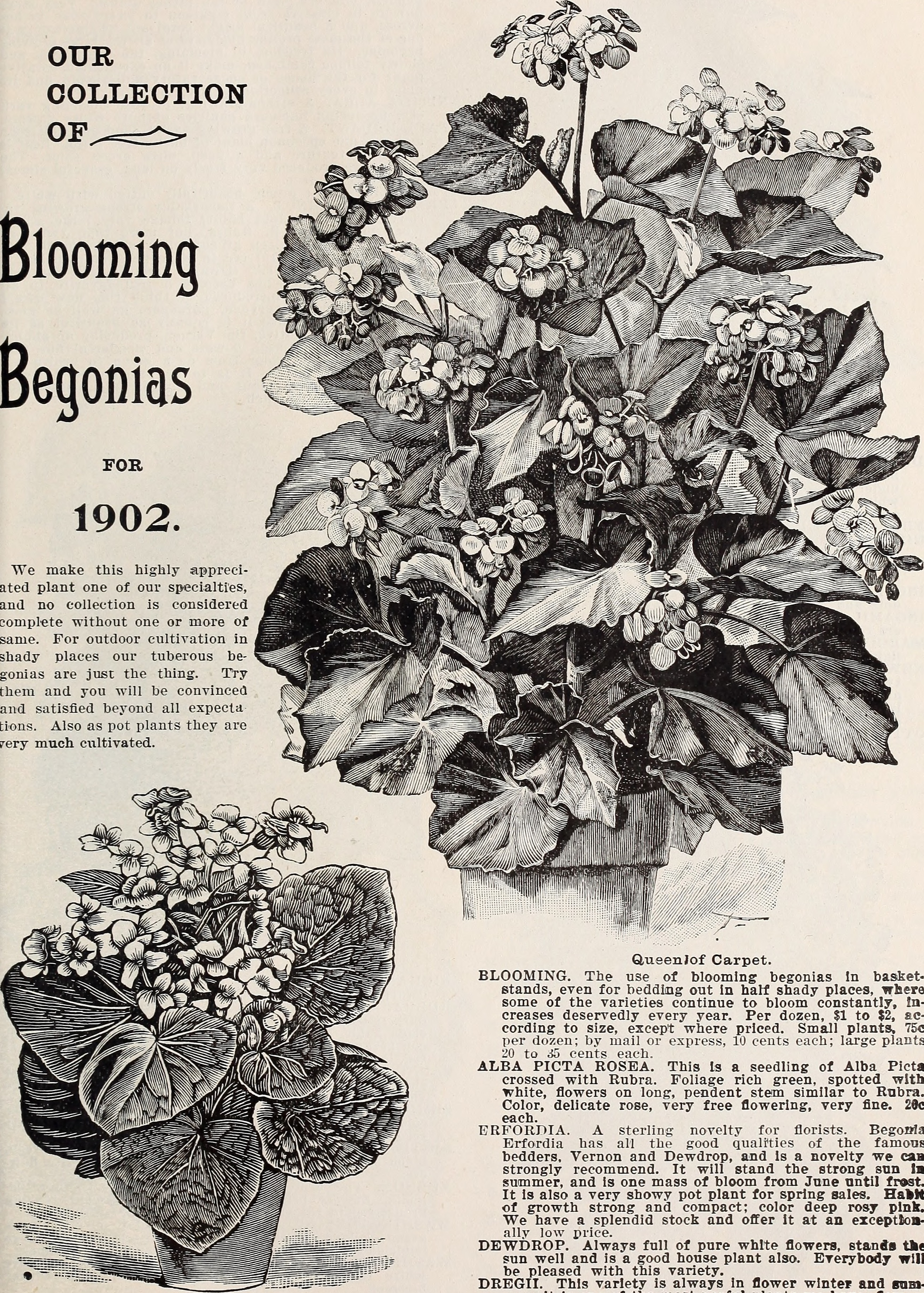
Pagina da Henry G. Gilbert's Nursery and Seed Trade Catalogue, Kentucky, 1902

#### Wunderman
La vendita per corrispondenza si è sempre basata sulla tecnica innovativa di vendere i prodotti direttamente al consumatore a prezzi allettanti, ma il termine "marketing diretto" è stato coniato solo nel 1967 da Lester Wunderman, considerato il padre del direct marketing contemporaneo. A lui si deve la creazione del numero verde 1-800 e numerosi programmi di marketing fedeltà basati su vendita per corrispondenza, tra cui il Columbia Record Club, la carta di abbonamento alla rivista e il programma American Express Customer Rewards.

### Ascesa dell'e-commerce
Con l'invenzione di Internet, il sito Web di un'azienda è diventato il modo più comune per ordinare la merce da consegnare per posta. A meno che il rivenditore non fornisca un catalogo cartaceo da cui ordinare, ovvero se i prodotti sono principalmente presentati e cercati dal cliente su un sito Web o un'app mobile, il termine "vendita per corrispondenza" è usato raramente per descrivere l'ordinazione di merci su internet. È più comune riferirsi a questo come e-commerce o acquisti online. Lo shopping online consente di presentare informazioni più dettagliate (inclusi audio e video) e consente di ordinare più rapidamente rispetto al modulo inviato per posta (sebbene gli ordini telefonici siano comuni anche per i cataloghi per corrispondenza). La maggior parte delle tradizionali società di vendita per corrispondenza ora vende anche su Internet, in alcuni casi con un'applicazione PDF o tablet che consente agli acquirenti di sfogliare un catalogo elettronico che ricorda molto da vicino quello cartaceo, anche se alla fine degli anni 2010 questo è diventato sempre più raro, e il prodotto le informazioni sono presentate in un formato progettato per il Web e le app mobili, piuttosto che in un PDF.
L'aumento dei costi di carta, stampa e spedizione ha indotto alcuni commercianti di cataloghi tradizionali, come Bloomingdale's, a sospendere i loro cataloghi stampati e a vendere solo tramite siti web. Inoltre, mentre alcuni commercianti su Internet sono o erano anche commercianti di cataloghi, molti non hanno mai avuto un catalogo stampato.

### Cataloghi per anno di fondazione
- Fratelli Thonet 1859 (Germania)
- Royal Welsh Warehouse 1861 (UK)[9][37]
- Montgomery Ward: 1872 (US)
- Hammacher Schlemmer: 1881 (US; afferma di essere il catalogo più longevo negli Stati Uniti)
- Eaton's: 1884 (Canada)
- Kastner & Öhler: 1885 (Austria)
- Sears: 1888 (US)
- Kays Catalogues: 1889 (UK)
- Universal Stores: 1900 (UK)[38]
- Freemans: 1905 (UK)[39]
- Spiegel Inc. 1905 (US)
- Empire: 1907 (UK)[40]
- Grattan: 1912 (UK)[41]
- L.L.Bean: 1912 (US)
- Eddie Bauer: 1920 (US)
- La Redoute: 1922 (Francia)[42]
- Quelle: 1927 (Germania)
- Littlewoods: 1932 (UK)[31]
- 3 Suisses: 1932 (Francia)
- Miles Kimball: 1935 (US)
- Vermont Country Store: 1945 (US)
- Walter Drake: 1947 (US)[43]
- Cohasset Colonials: 1949 (US)
- Neckermann: 1950 (Germania)
- Lillian Vernon: 1951 (US)
- Taylor Gifts: 1952 (US)[44]
- Simpsons-Sears: 1953 (Canada) - una partnership di Sears con la preesistente catena Simpson
- Otto: 1949 (Germania)[39]
- Lands' End: 1963 (US)
- Potpourri Group: 1963 (US)[45]
- JC Penney: 1963 (US)
- Carol Wright Gifts: 1972 (US)[46]
- Dr Leonard's Healthcare Corp: 1980 (US)[47]
- Next: 1988 (UK)[48]
- SkyMall: 1990 (US)
- Scotts of Stow: 1992 (UK)
- Basnett's: 2010 (US)

## Tasse
L'obiettivo dell'industria del marketing diretto è quello di alterare la catena di distribuzione delle vendite, in altre parole [bypassare] il grossista e il rivenditore al dettaglio e andare direttamente al cliente, riducendo quindi tariffe e tasse.
Nell'Unione Europea è in vigore una "imposta IVA": il commerciante che vende ad un acquirente in un altro paese membro dell'UE aggiunge al prezzo l'IVA del proprio paese e l'acquirente non paga alcuna imposta aggiuntiva. Un acquirente per la rivendita può detrarre tale IVA, proprio come con gli acquisti effettuati all'interno del proprio paese.
Fino al 21 giugno 2018, i rivenditori per corrispondenza negli Stati Uniti operavano con il vantaggio di non essere tenuti a riscuotere l'imposta statale sulle vendite, a meno che l'attività del rivenditore non avesse una presenza fisica nello stato del cliente. Invece, la maggior parte degli stati richiedeva all'acquirente residente di pagare le tasse applicabili. Nel 2018, dopo che la Corte Suprema degli Stati Uniti ha ascoltato il caso South Dakota v. Wayfair, Inc. e una maggioranza di cinque giudici ha ribaltato Quill Corp. v. North Dakota, stabilendo che la regola della presenza fisica decisa in Quill era "malsana e scorretta" nell'attuale era dei servizi Internet, i rivenditori americani di e-commerce e vendita per corrispondenza hanno iniziato a riscuotere l'imposta statale sulle vendite sugli ordini.

## Galleria d'immagini

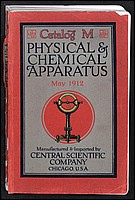
Copertina di un catalogo di vendita per corrispondenza di attrezzature scientifiche, 1912.
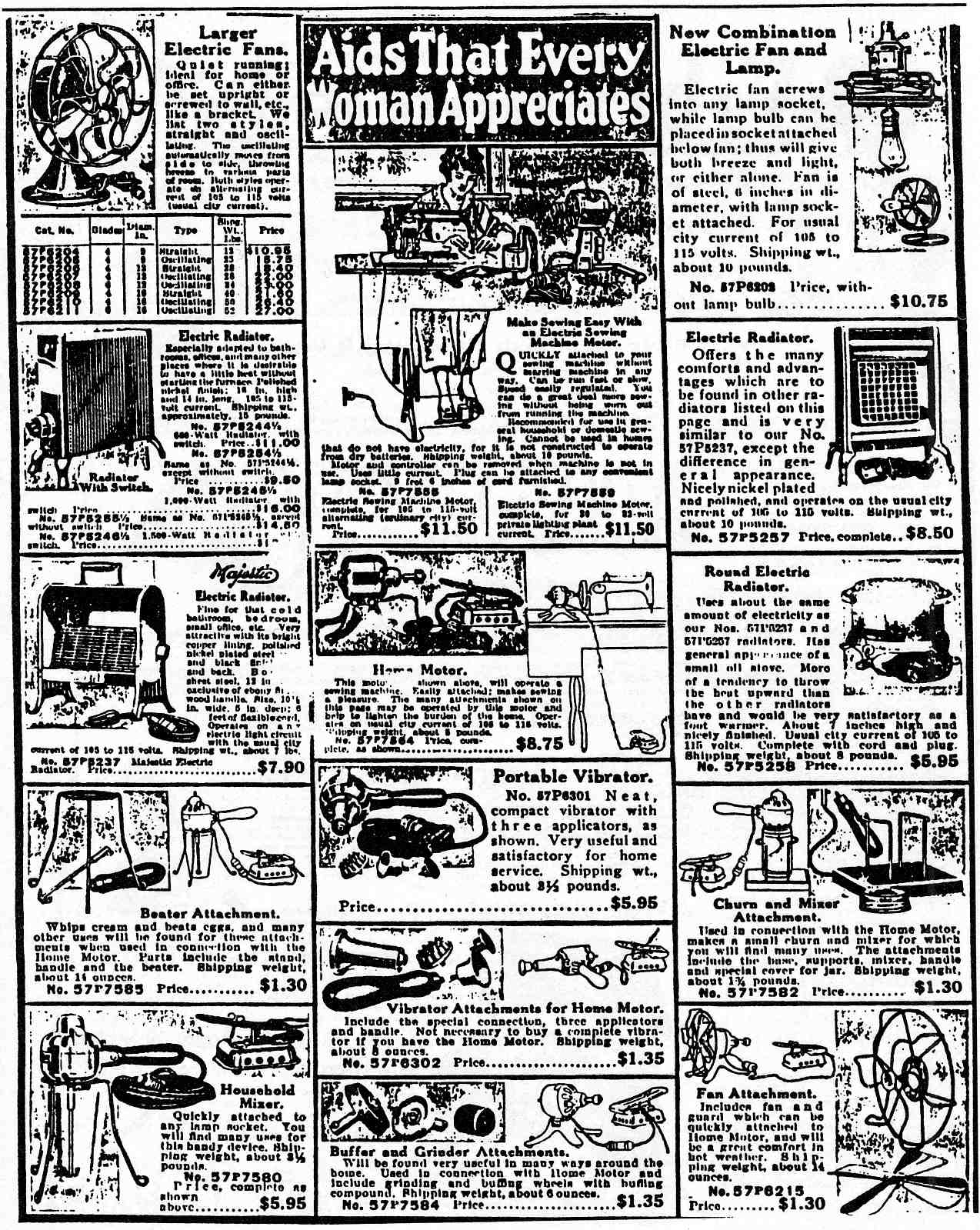
Catalogo Sears, Roebuck and Company, 1918
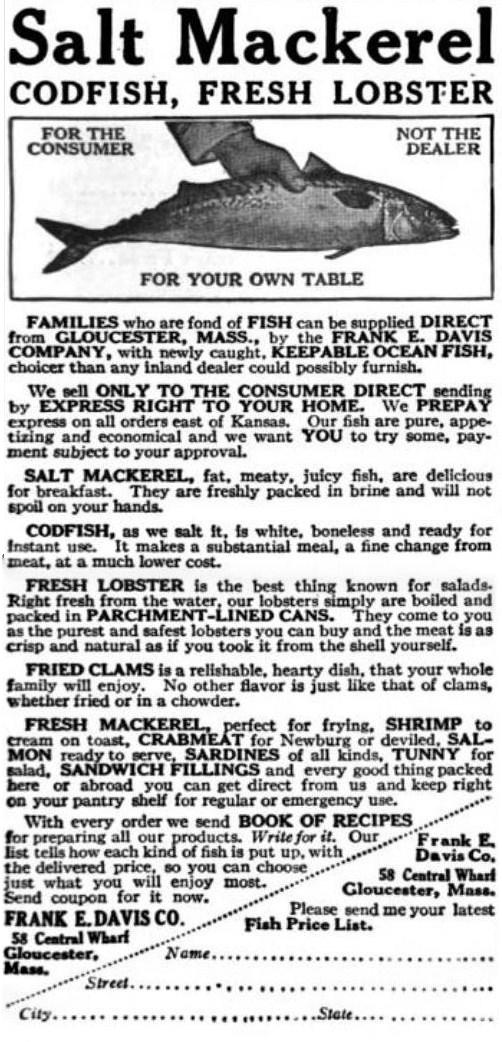
The Outlook, pubblicità su una rivista americana del 1916 che offre la consegna per posta di pesce e frutti di mare.
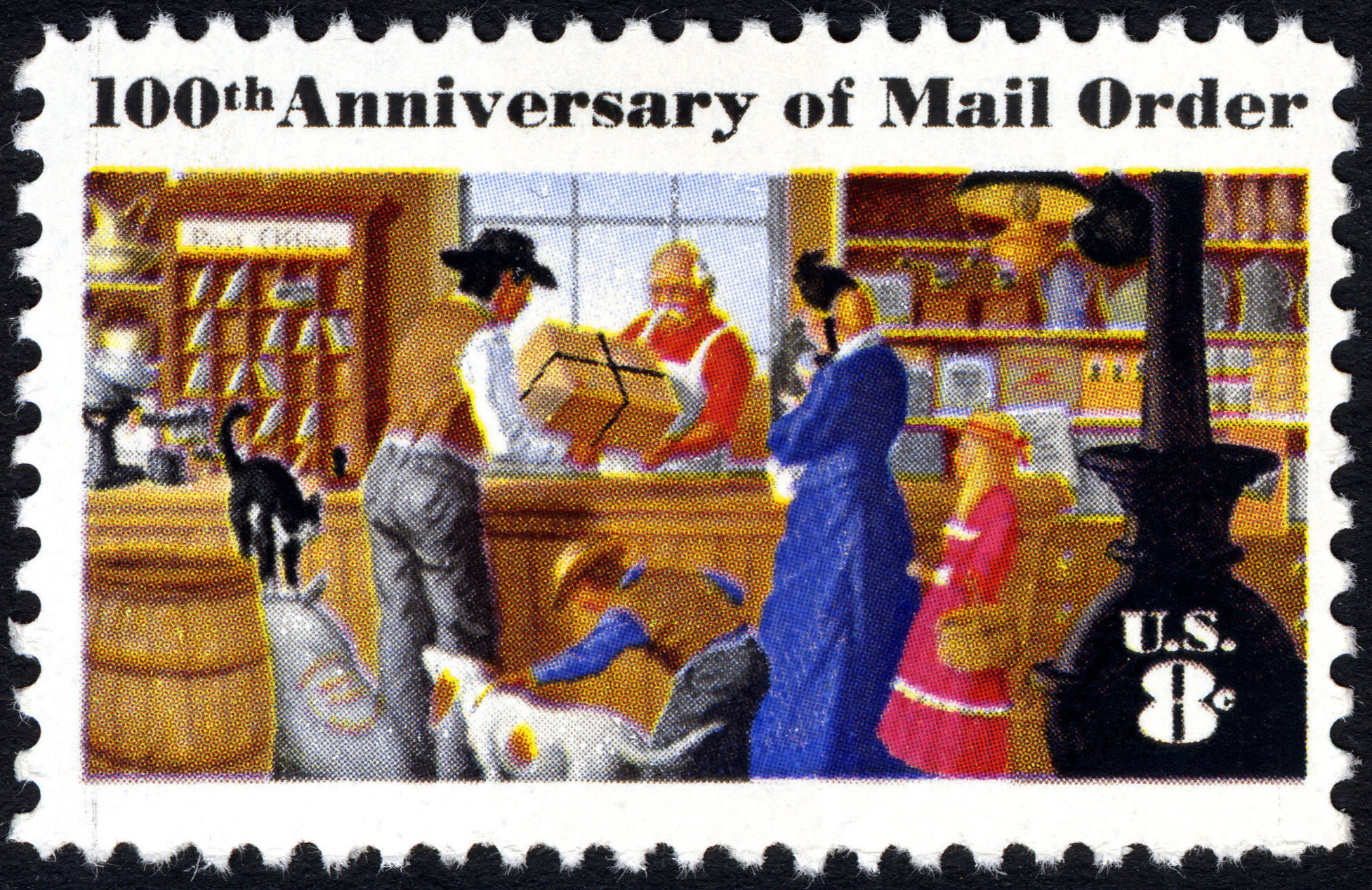
Francobollo statunitense da 8 centesimi del 1972 che celebra i 100 ani della vendita per corrispondenza. Progettato da Robert Lambdin.
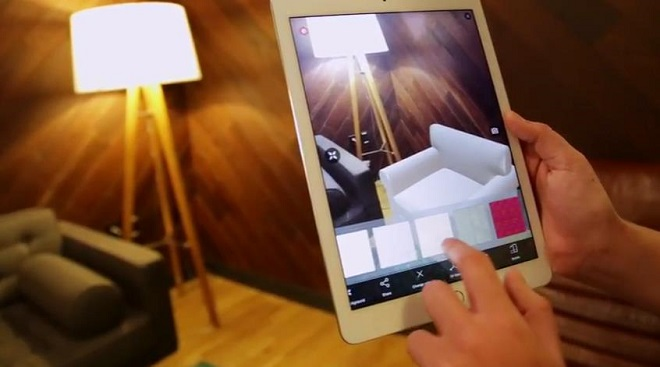
Esempio di sito e-commerce per la vendita per corrispondenza online visualizzato su un tablet con incorporazione della realtà aumentata. Essa offre la possibilità di personalizzare l'esperienza di acquisto dei clienti.